# Лаймоніс Вацземнієкс
Лаймоніс Вацземнієкс (латис. Laimonis Vāczemnieks; *5 квітня 1929 — †18 грудня 1998) — латвійський письменник, поет, сценарист.
Писав твори переважно для дітей та підлітків. Йому належить сценарій фільму 1973 року "Подарунок для одинокої жінки", знятої на Ризькій кіностудії. Автор кількох пісень.

## Біографія
Народився в сім'ї робітників, навчався в Ризі в середній школі № 28 (1936-1945), 8-й середній школі для робітників Дж. Рейніса (1945-1948). Отримав диплом Міністерства продовольства, працював за спеціальністю, після цього був транспортним працівником на фабриці шкіряних виробів заводу лижного спорядження. З 1958 року був секретарем журналу "Діти" (Bērnība), заступником редактора журналу "Друг" (Draugs) та "Зіліте" (Zīlīte) з 1964 року. Помер у 1998 році, похований на 1-му лісовому кладовищі.

## Творчість
Вацземнієкс написав твори, які було екранізовано, та сценарії до фільмів:
- Līvsalas zēni («Лівсальські хлопчаки», український переклад Костя Оверченка) (1969);
- Dāvana vientuļai sievietei («Подарунок самотній жінці») 1973;
- Коронный номер (1986).

1. ↑  Humanitāro zinātņu virtuālā enciklopēdija: personālijas, avoti, termini. en.lulfmi.lv. Процитовано 30 квітня 2025.